# コムソモーリスカヤ駅 (環状線)
座標: 北緯55度46分37秒 東経37度39分22秒 / 北緯55.776814度 東経37.656069度
コムソモーリスカヤ駅（コムソモーリスカヤえき、ロシア語: Комсомольская）は、モスクワ地下鉄5号線環状線の駅。1952年1月30日開業。

## 駅の場所
モスクワの交通の要として知られるコムソモーリスカヤ広場に位置しており、近くにはレニングラーツキー駅（サンクトペテルブルク方面）、ヤロスラフスキー駅（ヤロスラヴリ方面）、カザンスキー駅（カザン方面）の3つの鉄道駅がある。したがって「モスクワの玄関口」として知られる。

## 歴史
環状線は1950年から一部区間が既に開通していたが、コムソモーリスカヤ駅は1952年1月30日の延伸により開業した。このとき環状線はクールスカヤ駅からベラルースカヤ駅まで延伸されている。なお、その後環状線は1954年3月14日に全線開通し、名前の通り環状線として完成した。

## 装飾
環状線では、最初に開業した6つの駅（パールク・クリトゥールイ駅 - クールスカヤ駅間）の装飾がナチス・ドイツに対する勝利を描いているのに対し、その後の延伸により開業した駅（コムソモーリスカヤ駅 - ベラルースカヤ駅間）では戦後の労働が表現されている。しかしその中でもコムソモーリスカヤ駅は例外で、1941年11月7日に行われたスターリンの演説をモチーフとしている。スターリンはこの演説でアレクサンドル・ネフスキーやドミトリイ・ドンスコイなどといった過去の英雄に触れた。そのため、コムソモーリスカヤ駅ではこれらの英雄がモザイク画として描かれ、駅内部に飾られている。

## 乗り換え
- コムソモーリスカヤ駅（モスクワ地下鉄1号線ソコーリニチェスカヤ線）
- レニングラーツキー駅（鉄道駅、サンクトペテルブルク方面）
- ヤロスラフスキー駅（鉄道駅、ヤロスラヴリ方面）
- カザンスキー駅（鉄道駅、カザン方面）